# Krasna, Nadvirna
Krasna (în ucraineană Красна) este o comună în raionul Nadvirna, regiunea Ivano-Frankivsk, Ucraina, formată numai din satul de reședință.

## Demografie
Componența lingvistică a comunei Krasna
     Ucraineană (99,75%)
     Alte limbi (0,24%)
Conform recensământului din 2001, majoritatea populației comunei Krasna era vorbitoare de ucraineană (99,75%), existând în minoritate și vorbitori de alte limbi.